# アン＝ソフィ・ペッテション
エリン・アン＝ソフィ・ペッテション＝コーリング（スウェーデン語: Elin Ann-Sofi Pettersson-Colling, 1932年1月1日 - ）はスウェーデンの元女子体操競技選手。
1950年の世界体操競技選手権バーゼル大会において団体総合と段違い平行棒で金メダルを獲得。また、1954年ローマ大会でも跳馬で金メダルを獲得した。五輪大会では1952年ヘルシンキ五輪の女子手具体操団体で金メダルを獲得。1956年メルボリン五輪でも同種目で銀メダルを獲得したほか、種目別の跳馬で銅メダルを獲得した。この銅メダルはメルボルン五輪で実施された体操競技の個人種目でスウェーデンが獲得した唯一のメダルだった。
ペッテションは1951年から1958年までスウェーデンのチャンピオンであり、1955年にはスポーツウーマン・オブ・ザ ゙イヤーに選ばれた。後にスポーツ科学者のベイン・サルティンと結婚し、その後は医師として活動した。